# Круглое (озеро, Смоленская область)
Круглое — ледниковое озеро в Смоленской области России в Демидовском районе, на территории национального парка Смоленское поозёрье. Является проточным. Представляет собой карстовую котловину. Происхождение озера связано с процессом выщелачивания в доломитах и известняках, принесённых ледником и находящихся между слоёв четвертичных отложений. В озере найдены два вида моллюсков: Lumnaea fusca и Lumnaea dupuei, обитание которых для территории России отмечено только в Долгом, Круглом, Половья, Гнилом и Глубоком озёрах (все находятся на территории национального парка «Смоленское поозёрье»).